# Kanton Néronde
Néronde is een voormalig kanton van het Franse departement Loire. Het kanton maakte deel uit van het arrondissement Roanne. Het werd opgeheven bij decreet van 26 februari 2014 met uitwerking in 2015.

## Gemeenten
Het kanton Néronde omvatte de volgende gemeenten:
- Balbigny
- Bussières
- Néronde (hoofdplaats)
- Pinay
- Sainte-Agathe-en-Donzy
- Sainte-Colombe-sur-Gand
- Saint-Cyr-de-Valorges
- Saint-Jodard
- Saint-Marcel-de-Félines
- Violay